# Pinus engelmannii
Cet article concerne Pinus engelmannii Carrière, 1854. Pour Pinus engelmannii Torr., 1857, voir Pinus ponderosa.
Espèce
Synonymes
- Pinus apacheca Lemmon[2] [3]
- Pinus engelmannii var. blancoi (Martínez) Martínez[3]
- Pinus latifolia Sarg.[2] [3]
- Pinus macrophylla Engelm.[3]
- Pinus ponderosa var. macrophylla Shaw[3]

Statut de conservation UICN

 LC  : Préoccupation mineure
Pinus engelmannii est une espèce de conifères de la famille des Pinaceae.

## Liste des variétés
Selon Tropicos (18 décembre 2018) :
- variété Pinus engelmannii var. blancoi (Martinez) Martinez, 1948
- variété Pinus engelmannii var. engelmanii